# Hildegard Bartels
Hildegard Bartels (* 23. Dezember 1914 in Duisburg; † 16. September 2008) war eine deutsche Beamtin und Präsidentin des Statistischen Bundesamtes. Sie war die erste Frau in der Bundesrepublik Deutschland, die mit der Leitung einer Bundesbehörde betraut wurde.

## Karriere
Bartels wurde 1944 an der Friedrich-Wilhelms-Universität in Berlin zum Dr. rer. pol. promoviert. Nach kurzzeitiger Tätigkeit im Reichswirtschaftsministerium begann sie 1946 ihre berufliche Tätigkeit im gerade entstandenen Hessischen Statistischen Landesamt. 1948 wechselte sie in das neu gegründete Statistische Amt des Vereinigten Wirtschaftsgebietes, der Vorläuferinstitution des Statistischen Bundesamtes. 1949 übernahm sie hier die Leitung der Abteilung „Allgemeine fachliche Koordination, Volkswirtschaftliche Gesamtrechnungen“; 1967 wurde sie zur Vizepräsidentin bestellt. 1972 bis zu ihrer Pensionierung 1980 war sie Präsidentin des Statistischen Bundesamtes und Bundeswahlleiterin.
Im Jahr 1960 wurde unter ihrer Leitung das „Kontensystem für die Volkswirtschaftlichen Gesamtrechnungen für die Bundesrepublik Deutschland“ entwickelt. Etwa 30 Jahre später empfahlen die Vereinten Nationen, ein entsprechendes Konzept auch international einzuführen.

## Auszeichnungen
- 1979: Großes Verdienstkreuz der Bundesrepublik Deutschland
- 1981: Großes Goldenes Ehrenzeichen für Verdienste um die Republik Österreich[1]